# Feuerwehr im Iran

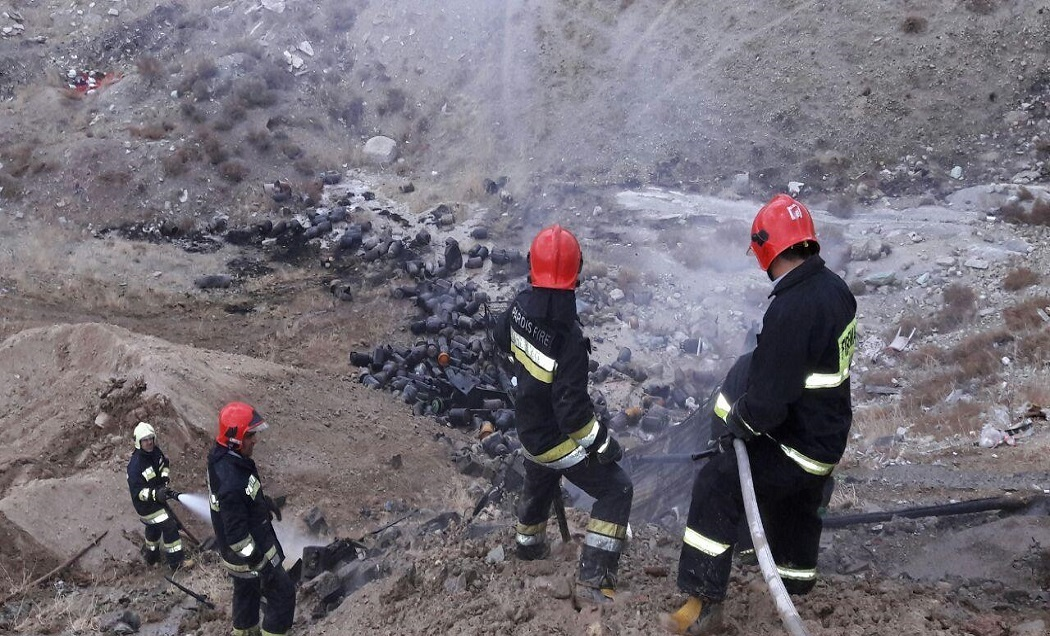
Feuerwehreinsatz nach der Explosion von Flüssiggasflaschen

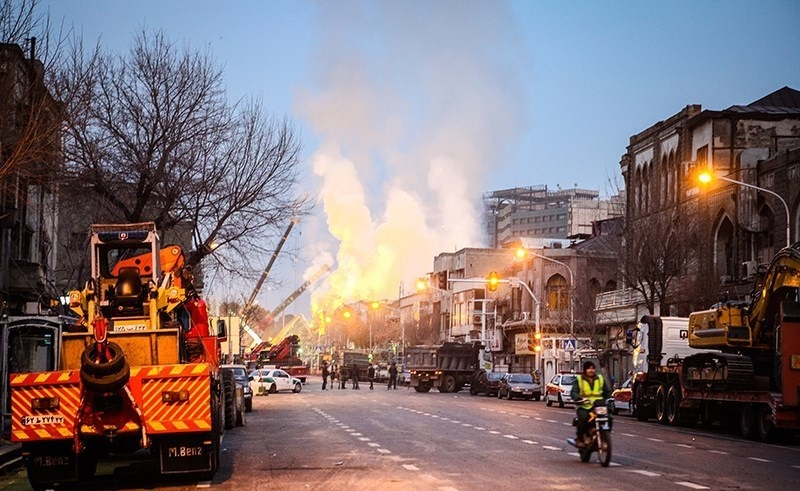
Feuerwehreinsatz beim Brand und Gebäudeeinsturz in Teheran

Die Feuerwehr im Iran besteht aus rund 9300 Berufsfeuerwehrleuten. Freiwillige Feuerwehrleute gibt es im Iran nicht.

## Allgemeines
Im Iran bestehen 452 Feuerwachen und Feuerwehrhäuser, in denen 1300 Löschfahrzeuge und 20 Drehleitern bzw. Teleskopmasten für Feuerwehreinsätze bereitstehen. Insgesamt sind 9285 Berufsfeuerwehrleute im Feuerwehrwesen tätig.

## Brandbekämpfung
Im August 1978 wurde ein Brandanschlag auf das Cinema Rex in Abadan im Iran verübt, bei dem 422 Personen zu Tode kamen. Das Feuer brach während einer Vorstellung des 1976 im Iran produzierten sozialkritischen Schwarz-Weiß-Films Gavaznha (Hirsche) des Regisseurs Masoud Kimiai aus. Obwohl Feuerwehr und Polizei sofort zur Stelle waren, gelang es nicht, das Feuer zu löschen oder die Eingeschlossenen zu befreien.
Im Januar 2017 brach im Hochhaus Passage Plasko in der iranischen Hauptstadt Teheran ein Brand aus. Das Bauwerk wurde 1962/63 als höchstes Gebäude des Irans errichtet und war im 20. Jahrhundert das zweithöchste Gebäude des Landes. Alle Besucher, Anwohner und Geschäftsleute konnten gerettet werden. Während der Löscharbeiten stürzte das Gebäude nach etwa vier Stunden ein und begrub die eingetroffenen Rettungskräfte, wobei 30 Feuerwehrmänner ums Leben kamen.

## Feuerwehrorganisation
Die iranische Feuerwehrorganisation Tehran Fire Department (TFD) repräsentiert die iranischen Feuerwehren mit ihren nahezu 10.000 Feuerwehrangehörigen im Weltfeuerwehrverband CTIF (Comité technique international de prévention et d’extinction du feu). Darüber hinaus bestehen Verbindungen insbesondere zu asiatischen und europäischen Feuerwehrverbänden, wie dem Deutschen Feuerwehrverband.